# Cataulacus adpressus
Cataulacus adpressus (лат.) — вид древесных муравьёв рода Cataulacus из подсемейства Myrmicinae (Formicidae). Афротропика: Гана.

## Описание
Мелкие муравьи чёрного цвета. Длина тела рабочих около 3 мм. Длина головы равна 0,90 мм (ширина головы — 0,82 мм). Верхняя часть груди без волосков.
Усики рабочих состоят из 11 члеников и имеют булаву из трёх вершинных сегментов. Проподеум угловатый с мелкими округлыми шипиками. Нижнечелюстные и нижнегубные щупики состоят из 5 и 3 члеников соответственно. Скапус короткий, длина его у рабочих равна 0,42 мм. Глаза крупные, расположены в заднебоковой части головы. Голова и грудь с многочисленными морщинкмаи. Первый тергит брюшка сильно увеличенный. Стебелёк между грудкой и брюшком состоит из двух члеников: петиолюса и постпетиолюса (последний четко отделен от брюшка), жало развито, куколки голые (без кокона).

## Систематика
Вид был впервые описан в 1974 году английским мирмекологом Барри Болтоном по материалам из Ганы. Относят к видовой группе tenuis species group и трибе Cataulacini (или Crematogastrini). Таксон Cataulacus adpressus близок к виду Cataulacus brevisetosus.